# Лома (Колорадо)
Лома (англ. Loma) — переписна місцевість (CDP) в США, в окрузі Меса штату Колорадо. Населення — 1314 особи (2020).

## Географія
Лома розташована за координатами 39°12′27″ пн. ш. 108°48′18″ зх. д. / 39.20750° пн. ш. 108.80500° зх. д. (39.207512, -108.805025).  За даними Бюро перепису населення США в 2010 році переписна місцевість мала площу 28,20 км², уся площа — суходіл.

## Демографія
Згідно з переписом 2010 року, у переписній місцевості мешкали 1293 особи в 450 домогосподарствах у складі 368 родин. Густота населення становила 46 осіб/км².  Було 478 помешкань (17/км²).
Расовий склад населення:
| - 92,7 % — білих - 1,1 % — корінних американців - 0,4 % — азіатів - 3,6 % — осіб інших рас |

До двох чи більше рас належало 2,2 %. Частка іспаномовних становила 7,0 % від усіх жителів.
За віковим діапазоном населення розподілялося таким чином: 28,9 % — особи молодші 18 років, 60,7 % — особи у віці 18—64 років, 10,4 % — особи у віці 65 років та старші. Медіана віку мешканця становила 39,7 року. На 100 осіб жіночої статі у переписній місцевості припадало 107,9 чоловіків;  на 100 жінок у віці від 18 років та старших — 107,9 чоловіків також старших 18 років.
Середній дохід на одне домашнє господарство  становив 128 248 доларів США (медіана — 92 854), а середній дохід на одну сім'ю — 174 753 долари (медіана — 104 000). За межею бідності перебувало 8,5 % осіб, у тому числі 5,3 % дітей у віці до 18 років та 0,0 % осіб у віці 65 років та старших.
Цивільне працевлаштоване населення становило 797 осіб. Основні галузі зайнятості: будівництво — 31,0 %, публічна адміністрація — 12,5 %, освіта, охорона здоров'я та соціальна допомога — 11,5 %, роздрібна торгівля — 10,7 %.